# Cerkiew św. Atanazego w Warnie
Cerkiew św. Atanazego – prawosławna cerkiew w Warnie, w jurysdykcji metropolii warneńskiej i wielkopresławskiej Bułgarskiego Kościoła Prawosławnego.

## Historia
Cerkiew została wzniesiona w 1838 na miejscu starszej i mniejszej świątyni, która dwa lata wcześniej uległa całkowitemu zniszczeniu wskutek pożaru. W momencie budowy pełniła funkcję soboru katedralnego metropolii warneńskiej w jurysdykcji Patriarchatu Konstantynopolitańskiego. Po utworzeniu Egzarchatu Bułgarskiego metropolię warneńską włączono w jego struktury jedynie częściowo – w jurysdykcji biskupa bułgarskiego znalazły się parafie wiejskie, zaś władyka grecki miał nadal zarządzać cerkwiami w Warnie. Biskup Patriarchatu Konstantynopolitańskiego służył w cerkwi św. Atanazego do 1939, gdy opuścił Warnę pod naciskiem bułgarskiego metropolity warneńskiego i wielkopresławskiego Józefa. W cerkwi służyli odtąd kapłani bułgarscy.
W 1961 władze lokalne odebrały metropolii warneńskiej świątynię, by urządzić w niej muzeum ikon. Cerkiew pełniła te funkcje przez trzydzieści lat. W 1991 została przywrócona do użytku liturgicznego; ekspozycja ikon pozostała w świątyni i nadal jest udostępniana zwiedzającym. Szczególną wartość artystyczną przedstawia ikonostas w świątyni, noszący cechy prac artystów ze szkoły triawneńskiej, o bogatej dekoracji rzeźbiarskiej z motywami roślinnymi i zwierzęcymi. W rzędzie świątecznym ikonostasu znajduje się 28 ikon, przedstawiających, obok dwunastu wielkich świąt prawosławia, także sceny z życia Matki Bożej i świętych. Ikonę patronalną napisał ikonograf Dimityr z Sozopola. Ikonostas był konserwowany w latach 1975–1978.